# Heterotropus pallens
Heterotropus pallens är en tvåvingeart som beskrevs av Nurse 1922. Heterotropus pallens ingår i släktet Heterotropus och familjen svävflugor.
Artens utbredningsområde är Pakistan. Inga underarter finns listade i Catalogue of Life.